# シュテュルマー
『シュテュルマー』（ドイツ語: Der Stürmer）は、1923年4月20日に、ニュルンベルクのユリウス・シュトライヒャーにより創刊された週刊新聞。反ユダヤ主義を旗印とした。当初、ヴィルヘルム・ヘンデル民衆出版社から刊行されていたが、1935年からシュティルマー出版社に替わっている。「Stürmer」とは「突撃兵」「切り込み隊長」「サッカーのストライカー」を意味する語で、日本語では「前衛」という訳が通例。

## 概要
1927年、ハインリヒ・フォン・トライチュケの「ユダヤ人たちはわれらの禍である Die Juden sind unser Unglück!」という言葉が各ページの下段に引用されてから、その反ユダヤ主義の色彩を強めていった。ドイツ民族における反ユダヤ主義は、とりわけ「ユダヤ的・共産主義的（ボルシェヴィキ的）世界観」に対する警鐘で、いわゆるユダヤ人によると目される犯罪行為に対する赤新聞的なでっち上げ記事から煽り立てられていったものである。それに際しては中世から伝播されてきたようなユダヤ人は小さな子どもを連れ去り人身御供にしてしまう(血の中傷)、などといった誰でもわかるような明らかなデマも大真面目に取り上げられた。こうした扇情的な記事が大見出しで、反ユダヤ的扇動的な著述家らによってまことしやかに広められた。加えてフィップス（Fips）ことフィリップ・ルプレヒトらによる風刺画の様な挿絵も多く用いられ、折からのナチ党の勢力伸長も手伝って、当時の人々の世論に大きく影響を及ぼした。読者からの投稿欄にも、一般読者から寄せられた数多くの密告や賛同の誹謗的な投書が掲載されていた。
1933年にナチ党が政権を獲得すると発行部数が飛躍的に増え、1938年には100万を超えて小学校の授業で教材として使われるまでに至った。同紙はアドルフ・ヒトラーのお気に入りであり欠かさず愛読していたが、一方でナチ党内部にもその煽情的な言動に対する反感は強く、ヘルマン・ゲーリングは「もともとそのうちの二・三号しか読んでいないが、部下や運転手・使用人には読ませない様にさせている。全く以って不愉快千万な新聞だ」とまで言い切っていた。このためシュテュルマー紙はゲーリング夫妻に対する個人攻撃を掲載し、結果としてシュトライヒャーがナチ党で失脚する一因となっている。またアウシュヴィッツ強制収容所の所長ルドルフ・ヘスでさえシュテュルマー紙の低俗さを毛嫌いし、1936年のベルリンオリンピック開催時にはキオスクでの販売が一時的に中止させられるほどだった。
嫌悪されながらドイツ国内で売れていた理由についてハンス・フリッチェは「党は『そう簡単に国家社会主義党員になることはできない。努力が必要だ』と言っていた。だから新しい党員は自分が良き国家社会主義者であることを証明する物を探していた。それで好むと好まざるとに関わらず、人々は『デア・シュテュルマー』紙を購入した。そうすれば自分が良き国家社会主義者であると証明できると思ったからだ。このように非常に多くの人々が良き国家社会主義党員であることを証明したがっていた時に『デア・シュテュルマー』の売り上げは伸びたのだ。」と推測している。
シュトゥルマーの最終版は、ナチ党支配の終了が間近となった1945年2月22日の版である。過激な反ユダヤ主義を煽った編集者シュトライヒャーは、戦後ニュルンベルク裁判で人道に反する罪を問われ、死刑を宣告されて処刑された。イラストを担当したルプレヒトは1945年に重労働10年の判決を受けている。

## 販売部数

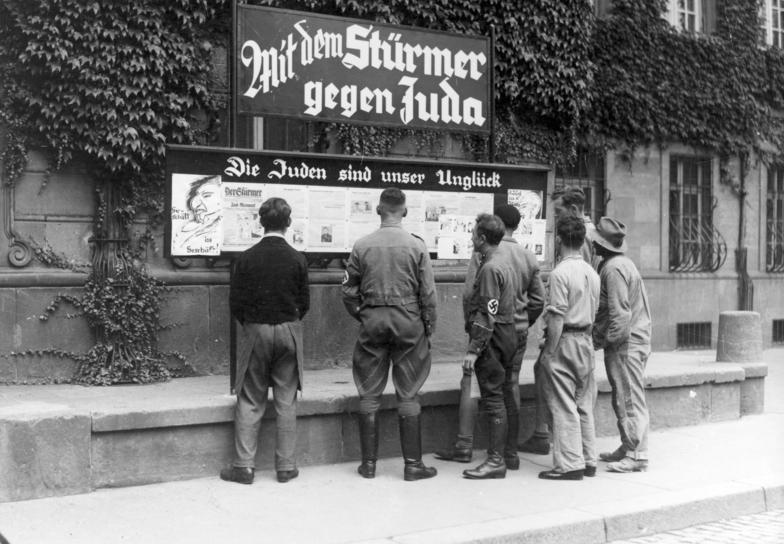
街頭のシュテュルマー掲示板に見入る人々、看板には「シュテュルマーとともに裏切り者ユダへ立ち向かえ!」

年度/版 - 部数 
- 1927 - 14,000
- 1933 - 25,000
- 1934/ 6 - 47,000
- 1934/13 - 49,000
- 1934/17 - 50,000
- 1934/19 - 60,000
- 1934/33 - 80,000
- 1934/35 - 94,114
- 1934/42 - 113,800
- 1935/ 6 - 132,800
- 1935/19 - 202,600
- 1935/29 - 286,400
- 1935/36 - 410,600
- 1935/40 - 486,000
- 1938/ 5 - 473,000

## 文献
- Fred Hahn: Lieber Stürmer. Leserbriefe an das NS-Kampfblatt 1924 - 1945. Eine Dokumentation aus dem Leo-Baeck-Institut. Seewald, Stuttgart 1978. ISBN 3-512-00481-4
- ゴールデンソーン, レオン 著、小林等・高橋早苗・浅岡政子 訳、ロバート・ジェラトリー(en)編 編『ニュルンベルク・インタビュー 下』河井書房新書、2005年。ISBN 978-4309224411。